# 버터핑거

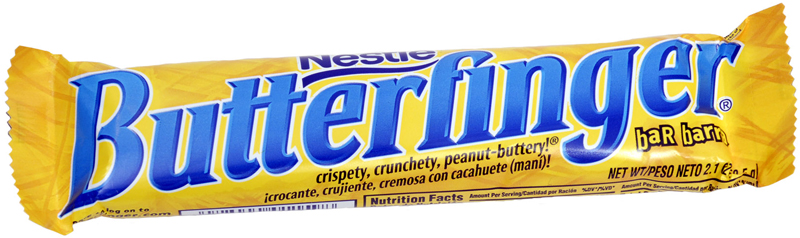
네슬레 버전

버터핑거(Butterfinger)는 스위스의 다국적 기업 네슬레(Nestlé) 나 대한민국의 다국적 기업 롯데웰푸드에서 생산하는 초콜릿 막대사탕이다. 땅콩버터가 막대사탕의 중심부에 첨가되고 겉표면은 혼합 초콜릿으로 덮여있다.